# Luras
Luras település Olaszországban, Szardínia régióban, Olbia-Tempio megyében. Lakosainak száma 2384 fő (2023. január 1.). Luras Arzachena, Luogosanto, Tempio Pausania, Calangianus és Sant’Antonio di Gallura községekkel határos.

## Népesség
A település lakossága az elmúlt években az alábbi módon változott:
| Lakosok száma | 2551 | 2528 | 2384 |
|               | 2017 | 2018 | 2023 |